# Nuevo Sinchao Chico
Nuevo Sinchao Chico es una localidad peruana ubicada en el distrito de El Tallán, perteneciente a la provincia y departamento de Piura, en el norte del Perú. Tenía una población de 900 habitantes en el 2017 según el INEI.